# Virgen abridera
La virgen abridera (conocidas en otros países como Schreinmadonna (Alemania), Vierge ouvrante  (Francia) o Virgem abrideira (Portugal)) es un tipo de escultura mariana que, habitualmente, cuenta con dos batientes móviles en su parte delantera. Estando cerradas, presentan a la Virgen de pie o sentada acompañada, o no, del niño Jesús. Una vez que dichos batientes se abren se convierte en un tríptico que muestra, en su interior, varias escenas esculpidas o pintadas que representan distintos ciclos iconográficos que dan nombre al tipo de Virgen abridera que se trata.
En la actualidad se conservan un total de setenta y una esculturas de este tipo, constituyendo un conjunto cohesionado en cuanto a los materiales utilizados, técnicas, sistema de apertura forma y a su valor simbólico e iconográfico. Por lo demás se trata de un grupo bastante heterogéneo en cuanto a su adscripción geográfica y temporal. Podemos situar la producción de estas obras prácticamente por toda Europa, desde Suecia en el Norte hasta España en el sur y desde Polonia en el Este hasta Portugal en el Oeste, entre los siglos XIII y XIX.

## Extensión geográfica y cronológica
Las vírgenes abrideras tienen un gran espectro espacio-temporal. Uno de los grandes problemas para el estudio de este tipo escultórico es la falta de dataciones precisas, ya que la mayor parte de las obras han sido catalogadas en base a análisis estilísticos y formales, o mediante pruebas científicas como el carbono 14, cuya fiabilidad en este ámbito es dudosa. Sin embargo, encontramos algunas obras que si pueden ser fechadas con total precisión gracias a indicadores cronológicos fiables. Un ejemplo de ello es la Virgen abridera de Alluyes, en cuyo interior, encontramos el escudo de armas de la familia Robertet, barones del lugar entre los años 1505 y 1603.
A grandes rasgos, la producción de las vírgenes abrideras comenzó a mediados del siglo XIII y perduró, con altibajos, hasta mediados del siglo XIX; aunque el momento de mayor producción de estas obras tuvo lugar en la Baja Edad Media. En términos geográficos, podemos decir que encontramos esculturas de este tipo a lo largo y ancho de la Europa cristiana, localizándose los principales focos en el Sacro Imperio Germánico, Francia, la península ibérica, Italia, Reino Unido, Prusia y Suecia.

## Soportes
Las vírgenes abrideras solían estar realizadas en materiales como el marfil o la madera; en algunos casos una combinación de ambos materiales.

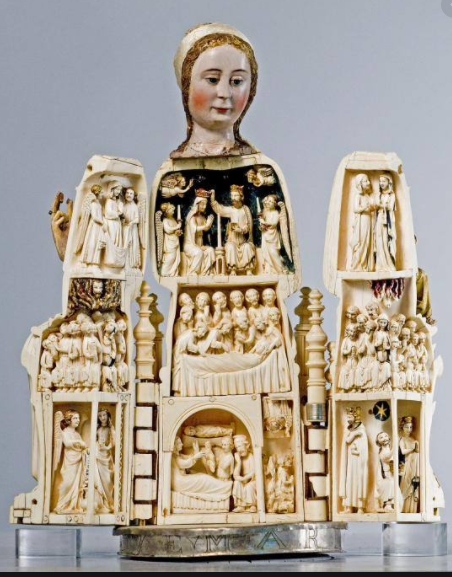
Virgen abridera de la catedral de Évora (Abierta)

El marfil es uno de los materiales más ricos y suntuarios debido a su difícil adquisición. Pese a ello, es uno de los materiales orgánicos más utilizados desde la antigüedad debido a su resistencia. Tan solo el 10% de las vírgenes abrideras conservadas hoy en día están realizadas en este material; pero nos da muestra de los ricos mecenas que se encontrarían por detrás de su producción. Además, su color, habitualmente blanquecino, tiene una potente carga simbólica en el imaginario iconográfico medieval, ya que representaría la idea de la castidad de la Virgen.
Sin embargo, aproximadamente el 90% de las piezas que conservamos están realizadas en madera. La madera, uno de los materiales más utilizados de la historia en lo que a escultura se refiere, tiene grandes ventajas cualitativas sobre el marfil. Se trata de un material que se encuentra con relativa facilidad, siendo, por ello, muy económico, amén de muy fácil de tallar (comparado con otros materiales como la piedra).
Pese a estas ventajas, se trata de un material que tiene una gran cantidad de problemas de conservación, ya que le afectan mucho los cambios bruscos de temperatura y de humedad, pudiendo causar mohos o la putrefacción de la pieza. Uno de los agentes externos más peligrosos para las tallas en madera es la presencia de insectos xilófagos, como las termitas y las carcomas.
La peculiaridad de este tipo de esculturas es que su interior suele estar hueco, lo que hace que el espacio vacío de su interior evite la acumulación de humedad, así como los movimientos de contracción y dilatación producidos por los cambios de temperatura. Además, la mayoría de las vírgenes abrideras son construidas en maderas de dureza media como el tilo, el nogal o el roble, maderas muy comunes por su facilidad de talla, amén que resistentes a los insectos y a los cambios bruscos de temperatura y humedad.

## Técnicas
Las técnicas predominantes en este tipo de obras fueron la talla, la policromía y el dorado; técnicas que se aplicaron tanto en el interior como en el exterior de las obras debido a su función.
Tanto las obras de madera como las de marfil están trabajadas a través de la talla, una técnica sustractiva en la que se elimina material y que no permite realizar un gran número de modificaciones. Dado que no suele haber bloques lo bastante grandes para realizar toda la escultura en una única pieza, se unían varias piezas. En las vírgenes abrideras, tanto de madera como de marfil, se suelen ensamblar tres piezas, una por cada cuerpo del tríptico. Después de este proceso, se le añadían las manos, que solían tallarse por separado; como puede comprobarse en el caso de las vírgenes abrideras de Autun y Bergara.
La escultura en la Edad Media raramente se dejaba al natural, recibiendo, generalmente, una mano de color. Antes de comenzar con a policromar, se les dotaba a las figuras de una capa de yeso, transformando la superficie porosa de la madera en una superficie totalmente lisa. Posteriormente se aplicaba la policromía al temple, consiguiendo unos colores brillantes, luminosos y saturados, algo que en el mundo medieval se vinculaba con la noción de riqueza, belleza y espiritualidad. Un ejemplo, es el uso del azul intenso en las representaciones marianas y regias de la Baja Edad Media. En el caso de las figuras en marfil, la policromía se aplicaba directamente, sin ningún tipo de preparación previa. Además de con una potente policromía, a muchas de estas vírgenes se les dotó de una aplicación de pan de oro sobre su superficie, debido a la relación existente en la época entre el oro, la luz y la divinidad.

## Origen y simbología de las vírgenes abrideras
El mecanismo de apertura, situado en la parte frontal de las esculturas, que consiste en dos batientes móviles unidos al panel central gracias a pernios o bisagras, ha hecho pensar a algunos investigadores (como Abel Fabre, Jean Sarrète o Manuel Trens) que las vírgenes abrideras guardan algún tipo de relación con imágenes que se abren de una manera real o figurada; como, por ejemplo, las vírgenes de la expectación, las vírgenes Blachernitissa, las vírgenes del Manto, las vírgenes relicario o las vírgenes píxide, ostentorio y tabernáculo.
Las vírgenes abrideras son un claro ejemplo de la devoción que surgió en torno a la figura de la Virgen entre los siglos XII y XV, lo que la hizo ser protagonista de muchas de las obras de arte sacro de esta época. El objetivo de este tipo de esculturas es elogiar y alabar la figura de la Virgen María, a la que durante la Edad Media se la llamó con muchos nombres: maestra de los apóstoles, profetisa, esposa de Cristo, madre de todos los cristianos y templo de sabiduría, etc. Es por esto qué la figura de la Virgen María adquiere una función clave en la religión cristiana, como es la de intercesora entre el fiel y la figura de Cristo, rogando por que sea misericordioso y facilite el perdón a los pecadores arrepentidos en el último instante. Sin duda, esta función iría asociada a muchas de las vírgenes abrideras que se produjeron en Europa durante la Baja Edad Media.

## Las vírgenes abrideras bajomedievales

### Abrideras de gozo
Las vírgenes abrideras de gozo son denominadas de esta manera por la iconografía que presentan, ya que articulan, en su interior, un repertorio de ciclos marianos que exaltan la figura de la Virgen María. Las vírgenes abrideras de gozo corresponden con un pequeño porcentaje de las vírgenes abrideras conocidas; datándose, las más antiguas, entre los siglos XIII y XIV. Dicha tipología se puede encontrar en un espacio geográfico limitado a la mitad norte de la península ibérica, donde encontramos los tres ejemplos más importantes: la conocida como Virgen de Allariz, ubicada en el monasterio de las Clarisas de Allariz (Orense), la Virgen de la catedral de Salamanca y la conocida como Virgen de Évora, ubicada en el Museo de Arte Sacro de la catedral de Évora (Portugal).

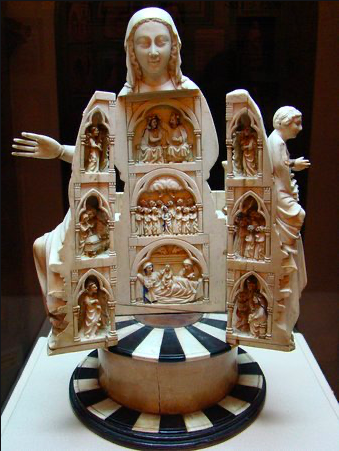
Virgen de Allariz (Abierta)

Las Vírgenes de Gozo siguen unas formas estilísticas e iconográficas similares. Representan, en su exterior, una sede sapientiae o Virgen de majestad, siendo esta una representación sacra consolidada desde el siglo IV.  Se representa a María entronizada de forma frontal, con el niño Jesús posado en sus rodillas; con un hieratismo que aumenta la solemnidad de la imagen. La representación se identifica también, con el trono de salomón, una figuración de María como portadora de la sabiduría, rodeada de figuras alegóricas femeninas, simbolizando sus virtudes. En el interior, se siguen  unos ciclos determinados que recorren los gozos de la Virgen: la Anunciación, el Nacimiento de Cristo, la Adoración de los Magos, la Resurrección, la Ascensión, Pentecostés, el entierro, la Asunción y la Coronación; y, en algunos casos, la Visitación y la Adoración de los Pastores.
Las vírgenes de gozo están elaboradas en madera (Virgen de Salamanca) y marfil (Virgen de Allariz y de Évora). Todos ellas tienen unas dimensiones menores a 40 centímetros, siendo talladas sobre pequeñas piezas que, posteriormente, serían doradas y policromadas. Con respecto a la conservación, es la de Allariz la que se ha mantenido en mejor estado, más fiel al programa iconográfico inicial y con menos intervenciones posteriores. Mientras que, la de Évora se vio envuelta en varias intervenciones, como el añadido de una peana barroca y el cambio de la cabeza de la Virgen en el siglo XVI. El panel de la Virgen abridera de Salamanca se ha conservado parcialmente, lo que hace que algunas escenas sean poco reconocibles y no permitan identificar plenamente el ciclo iconográfico que representa.
Los gozos de la Virgen son una iconografía sustraída de fuentes narrativas que han ido transformándose durante la Edad Media. Durante el siglo XII, se denominaban Gaudes a una serie de alabanzas en latín que narran como Dios había favorecido a la Virgen. Más adelante, aparecieron otros gozos marianos similares en lenguas romances, que se popularizaron entre el siglo XIII y XVI, estos contaban los momentos de gozo que atravesó la Virgen, contabilizándose un total de 7 gozos principales, difundidos por poetas, santos y artistas; en muchas ocasiones acompañados de música.
En la península ibérica, las principales influencias de estos gozos fueron las Cantigas de Santa María, escritas en galaicoportugués durante el siglo XII, en el entorno de la corte de Alfonso X el sabio. Además, Los Gozos de Nuestra Señora de Gonzalo de Berceo también narran los gozos de la Virgen, siendo estos: Anunciación, Nacimiento, Adoración de los Magos, Resurrección, Ascensión, Pentecostés y Asunción-Coronación. Más adelante, encontramos nuevas fuentes literarias como El libro del Buen Amor del arcipreste de Hita, o los Gozos de Nuestra Señora del Marqués de Santillana.

La función de estas vírgenes era la de servir como refuerzo de fe para los fieles, sirviendo como canalizador de los rezos por la intersección de la Virgen en sus vidas. Este tipo de culto se basaba también en cánticos referentes a los gozos de la Virgen que tenían lugar al final de ciertas liturgias.

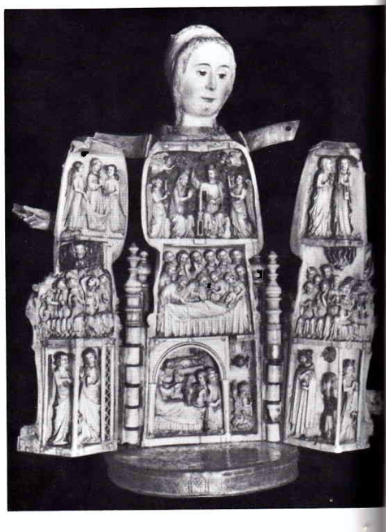
Virgen abridera de Évora (Abierta)

Con respecto a las tres abrideras de la península ibérica, tanto la de Évora como la de Allariz destacan porque, en su exterior, sostienen con la mano izquierda al niño. En Allariz, el niño bendice mientras que sostiene la esfera con la otra mano; mientras que en la Virgen de Évora, el niño juega con María portando un libro cerrado en sus manos. Ambas tienen una representación de un animal alargado con garras y orejas en los pies de María, probablemente simbolizando el pecado. En la Virgen abridera de Salamanca no puede determinarse los atributos de los que se compone por el deterioro que presenta la pieza.
En el interior, se articula un programa iconográfico que se basa en los siete gozos de la Virgen; con la particularidad de la presencia del ciclo apócrifo del transito (entierro, asunción y coronación de la Virgen). Esta iconografía vino influenciada por la relevancia que tuvo en la Baja Edad Media La Leyenda Dorada de Santiago de la Vorágine (siglo XIII). El entierro presenta a la Virgen envuelta en sabanas mientras es sepultada, tal y como aparece en la Virgen abridera de Évora. La Asunción se representa con la subida al cielo de una María orante envuelta en sabanas, por parte de dos ángeles que la elevan.
La Coronación es la única de estas escenas apócrifas que se representa en las tres vírgenes abrideras, siendo esta una escena típica del occidente bajomedieval. En esta escena se representa a la Virgen y Cristo entronizados, mientras que el hijo corona a la madre, portando un libro, como el caso de Évora y Allariz, o la Orbis Terrarum, como en el caso de la Salamanca. Se completa la escena con un compendio de ángeles que portan inciensos y cirios, dando solemnidad y grandeza a la escena, como ocurre en el caso de la Virgen de Évora. Con respecto a la Resurrección, Allariz presenta la particularidad de que une a la Virgen María y a María Magdalena en el mismo relato de la vista a Jesús resucitado en el sepulcro. En el caso de la Virgen de Évora, se representa, en tres registros diferentes, las escenas del apócrifas, prescindiendo de la Resurrección y añadiendo la anunciación a los pastores y la Visitación, dando más protagonismo a la figura de María. Por último, hay que destacar que, debido al deterioro de la Virgen de Salamanca, es imposible saber con certeza el programa iconográfico completo.

### Abrideras de la Trinidad
Las vírgenes de la Trinidad son aquellas, en cuyo exterior y, al igual que en otros tipos, se representa a la Virgen con el niño, mientras que, en el interior, representa iconografías relacionadas con la idea de la Trinidad. A este tipo pertenecen dos terceras partes de todas las vírgenes abrideras conocidas; dada esta gran cantidad, las obras tienen notables variantes entre sí, ya sean en su forma, estilo, color o tamaño. También, cabe destacar que estas son posteriores a las abrideras de gozo, ya que las trinitarias se encuentras en un contexto temporal comprendido entre los siglos XIV y XV. Es decir, se desarrollan durante la Baja Edad Media, desapareciendo o destruyéndose con los nuevos fundamentos religiosos de la Edad Moderna.

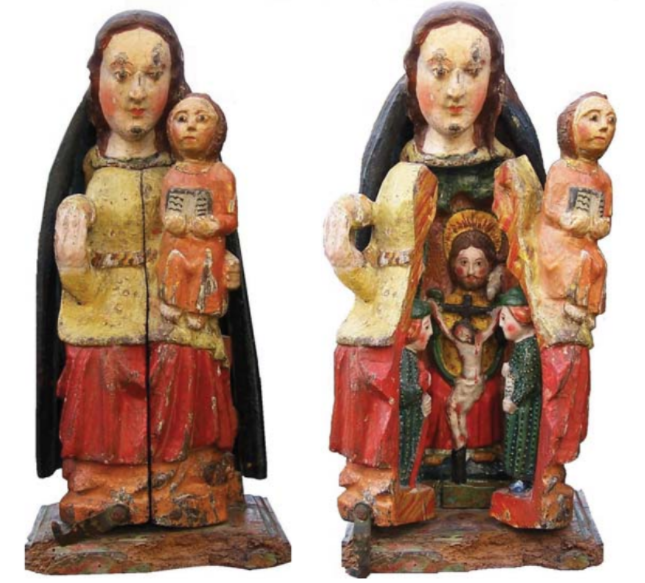
Virgen de Triacastela (Lugo)

Con respecto a la representación, la mayoría de las veces se dispone a María entronizada a manera de sede sapientiae, con el niño Jesús en su regazo. También mediante la forma virgo lactans, un tipo iconográfico en la cual la Virgen amamanta al niño mientras este está posado en su regazo, siendo esta una representación con raíces que llegan hasta el siglo II, correspondiéndose con el periodo religioso primitivo de las catacumbas. También, se puede representar a la Virgen como Virgen de la expectación o Virgen de la Esperanza, representada como una Virgen que espera el momento del parto para dar a luz al hijo de Dios. Por último, se puede representar también a la Virgen de pie, portando un fruto o un cetro en su mano, pero también algún atributo en alusión al Apocalipsis, como, por ejemplo, una luna. Todos estos tipos destacarían por el carácter hierático y frontal de la Virgen, el cual da más solemnidad y majestuosidad a la representación. Por otra parte, la representación del niño es más libre y variada; puede ser representado de pie, sentado, girado a ambos lados o mirando a la Virgen, lo que se traduce, en un mayor dinamismo y naturalismo. Cristo puede portar varios atributos como el libro, la esfera o un pájaro, pero también puede encontrarse cruzando las manos o alzarlas en símbolo de bendición.
Ya en el interior de las abrideras, el ciclo representado sería el de la santísima trinidad con la iconografía del trono de gracia, es decir, Dios Padre entronizado como un anciano barbado que sostiene la cruz, con su hijo crucificado en ella. También, se ve la presencia del Espíritu Santo como paloma entre el padre y el hijo, o alrededor de ambos; pero también podría representarse en forma de soplo divino. Esta iconografía estuvo destinada directamente con el fiel, ya que fortalecía el significado del sacrificio de Cristo, presentado directamente por Dios padre. Mientras que, es contenida por la Virgen María en su interior, iconografía de María como templo de la trinidad.
Se trata de una simbología que fue concebida, en un primer momento, en el seno de la iglesia oriental, donde defendían a María por su pureza para ser la morada, relicario y tabernáculo de la Santísima Trinidad. Esta influencia oriental viene fundamentada por sustratos literarios como los himnos Apolytikion y Kontakion de Leone Magistro, datados del siglo IX, además de una homilía de Tarasio. Estos himnos cuentan con cánticos que relacionan a la Virgen con el templo por su pureza, con la explicación de que, al albergar al hijo de Dios en su vientre puede relacionarse a la Virgen con la idea de templo de Dios. Más adelante, ya entre el siglo XII y XIII, se da en Occidente una reinterpretación de los valores simbólicos de la Virgen con la introducción del arte mariano, afirmándose que no solo es la morada de Dios sino de las tres personas, es decir, de la Trinidad, un terminó que ampliaría el valor y el peso de la imagen de la Virgen. Esta idea ha sido recogida en un recurso literario, una prosa llamada in Nativitate Beatae Mariae de un canónigo llamado Adan de San Víctor, en el que se relaciona a la Virgen como madre de la piedad y de la Trinidad. Esta simbología tendría gran repercusión en el ámbito germánico durante el siglo XIII, ya que en su panorama litúrgico se referirían a la Virgen como morada de la Trinidad, como atestigua el Dominun tecum de Seifried Hellín.

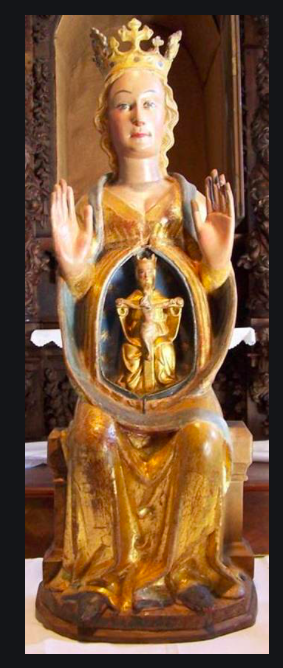
Virgen de Bergara (Abierta)

Con respecto al panorama de la península ibérica, la simbología de la Virgen como trono de la Trinidad tuvo un gran desarrollo y peso durante los siglos XIV y XVI. Sobre todo en el ámbito de personajes humanistas y renacentistas, tales como los escritos de Iñigo López de Mendoza, Pedro López de Ayala, Pero Vélez de Guevara, Alfonso Álvarez de Villasandino o Juana de la Cruz. Siendo esta última de gran importancia por su escrito el Sermón de la Natividad del Salvador, en el cual explica como al ser la Trinidad indisoluble, también así se encarnó en la Virgen María, por lo que la Virgen no solo es torno de la divinidad sino de la Trinidad al completo (Padre, Hijo y Espíritu Santo). Todas estas innovaciones y aclaraciones dogmáticas, sumado al reciente aumento de la influencia mariana en la religión, se transmitirían al panorama artístico plástico. Convirtiendo, gracias a su sistema de abrideras, a la Virgen trinitaria en la mejor traducción de la simbología de María como Trono de la trinidad en el arte.
A raíz de estos acontecimientos, se generaría una problemática dentro del culto cristiano, ya que María estaría conteniendo a la Trinidad, y al ser más grande en tamaño, parecería su creadora, por lo que podría suscitar confusiones entre los fieles. También se darían discusiones entre muchos sectores religiosos que veían esto como un ascenso de la orientación matriarcal de la iglesia, que hasta este momento era claramente patriarcal, lo que desembocaría en el final de este tipo iconográfico.
Con respecto a la producción de vírgenes trinitarias, en la península ibérica se conservan exclusivamente dos, ubicadas en el norte peninsular, una en Bergara (Guipúzcoa) y otra en Triascatela (Lugo). Ambas se caracterizan por conservarse con su disposición original, algo destacable debido al fuerte arraigo del proceso contrarreformista, posible responsable de las pocas abrideras peninsulares que nos han llegado. La Virgen de Bergara data de entre los años 1420 y 1470, y ocupa el retablo central de la pequeña ermita de San Blas en la barriada de Buriñondo. Al exterior representa a Nuestra Señora de la Encarnación, mientras que, en su interior, representa a la Trinidad como trono de gracia, con un fondo azul en alusión el firmamento. El cristo, inamovible, se encuentra anexado al padre, algo que no permitía que fuera retirado para ciertas liturgias, como si sucedía en otros casos. También, destaca porque el padre no sostiene al crucificado entre sus manos, sino que, al tener los brazos levantados, da la sensación de que el Cristo crucificado se apoya sobre Dios el padre.

### Abrideras de la Pasión

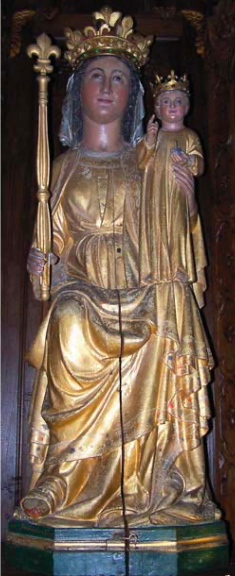
Virgen Abridera de Notre Dame de Quelven. (Cerrada)

Las vírgenes abrideras de la Pasión se caracterizan por articular, en su interior, el ciclo religioso de la Pasión de Cristo. Estas son denominadas también con el nombre de abrideras del dolor, porque el ciclo de la pasión de Cristo se relaciona directamente con el sufrimiento de la Virgen. Este tipo iconográfico se desarrolló plenamente en la Baja Edad Media, siendo la única de las abrideras que tendría continuidad en la Edad Moderna. Esta simbología se conjugaría con ciertos ideales contrarreformistas que hicieron que su producción perdurara más en el tiempo, ya que no representaban un tema polémico, como pasó en el caso de las vírgenes trinitarias.
Del ámbito europeo bajomedieval conservamos tres: la de Notre Dame de Grâce en Cheyres (Suiza), la de Notre Dame de Quelven en Guern (Francia) y la Virgen de la abadía de Notre Dame-la-Royale en Maubuisson (Francia). Más adelante, en el contexto hispánico de la Edad Moderna, encontramos numerosos ejemplos, como la Virgen abridera de la Colección Conde de las Almenas, la cual se encuentra en Austin (Estados Unidos); La Virgen de la Colección del ebanista Deogracias Magdalena, que perteneció a Felipe II; y la de Notre Dame de Folgoët en Bannalec, también de corte moderno perteneciente a la Bretaña francesa, aunque sin relación aparente con España. Por último, se harían notar una serie de obras polémicas por su cronología, ya que se creen que son revivals elaborados en el siglo XIX, para satisfacer la demanda coleccionista de las vírgenes abrideras.
Con respecto a la representación, se articula, al exterior, como una Virgen entronizada como sede sapientiae o erguida como si se tratara de una Inmaculada. Mientras que, al interior, se articulan las escenas principales de la pasión de Cristo: Muerte, Resurrección y Glorificación. Además, se representan escenas de la vida de Cristo, la vida de la Virgen y el Juicio Final, con sus derivados. Debido a esto es complicado fijar unas referencias iconográficas comunes entre las obras, por lo que cada una de las obras debe analizarse de manera individual.
La iconografía mariana se combinaría, en estas obras, con la simbología de la Pasión de Cristo, ambas de gran importancia en el adoctrinamiento del fiel. Esta combinación fortalecía la idea del sufrimiento de la Virgen por la expiación de su hijo (Compassio Mariae). Como fuente literaria de todo ello encontramos, en primer lugar, un pasaje de la Biblia; concretamente en el capítulo 2 del evangelio de Lucas, donde se profetiza como Cristo será el encargado de levantar al pueblo en Israel, de igual manera levantara a sus enemigos, indicando que una espada atravesara el alma de la Virgen; es decir, se alude al martirio espiritual por el que pasará la Virgen tras perder a su hijo.

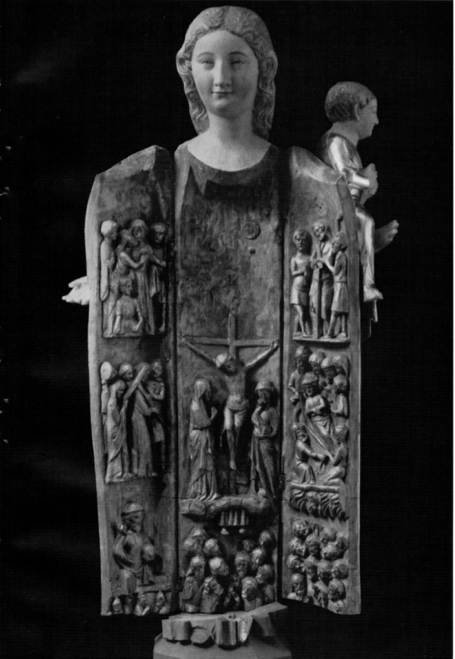
Virgen ab8ridera de Cheyres-Yvonand. (Abierta)

También hablaran de esta simbología pensadores medievales como San Buenaventura en su Lignum Vitae, y Ludolfo de Sajonia “El Cartujano” en su Vita Christi. Esta relación entre las dos simbologías pudo tratarse de una estrategia para que el fiel sintiera más devoción y empatía con el sacrifico de la Virgen María. Probablemente, estas vírgenes eran abiertas en ciertas festividades, como la de los dolores de la Virgen, la cual se celebraría 8 días antes que el Viernes Santo, y que fue instaurada por el Sínodo de Colonia con la idea de exaltar su nombre y recordar los dolores de la Virgen durante la pasión de Cristo. Posteriormente, en el siglo XV y XVI, se instauraron de manera dogmática los dolores de la Virgen.
En lo referente a obras cumbre, las abrideras de la pasión de Notre Dame de Quelven en Guern (Francia) y la Virgen de Cheyres-Yvonand (Suiza) son las dos más importantes; siendo la de Guern la única que se ubica en su lugar de origen en un buen estado de conservación, ya que la de Suiza fue robada en 1978, por lo que lo único que se conserva es una copia encargada por los fieles. Ambas son muy diferentes en aspectos contextuales, ya que corresponden a lugares diferentes y, por ende, el estilo y los aspectos formales son impares. Sin embargo, coinciden en su tamaño, de entre 100 y 107 cm, así como que portan ciclos iconográficos de la Pasión de Cristo. Con respecto a la iconografía, en Guern, la Virgen sostiene al niño mientras este bendice y porta la esfera. Mientras que en Cheyres-Yvonand, María, en postura erguida, sostiene al niño con su brazo izquierdo, mientras este porta un pajarito entre sus manos.  Con respecto a las escenas, en Cheyres-Yvonand se presentan las escenas canónicas de la pasión de Cristo; Prendimiento, Flagelación, Camino del Calvario, Crucifixión, Entierro, Resurrección, Ascensión y Pentecostés. Mientras que, en Guern se representarían algunos temas con alusión al Juicio Final; Flagelación, Crucifixión, Descendimiento, Resurrección, bajada al Infierno y noli me tangere. Este desarrollo del Juicio Final de Guern, ocupa seis registros de la parte superior de la tabla, con formas y dimensiones diferentes, siendo esto un ciclo muy completo del Juicio Final.

## Las vírgenes abrideras después de la Baja Edad Media
El Concilio de Trento, celebrado entre los años 1545 y 1563, aparte de suponer la separación definitiva entre los cristianos católicos y los cristianos protestantes, supuso un cambio en algunos de los tipos iconográficos surgidos y respaldados hasta el momento en la producción artística católica y, como no podía ser de otra manera, también en la concepción de las vírgenes abrideras.

Las vírgenes abrideras de gozo desaparecieron de forma muy temprana, mientras que las trinitarias se extinguieron envueltas en el medio de una gran controversia teológica. Muchos autores han atribuido, erróneamente, al decreto número 25 del Concilio de Trento la prohibición de las vírgenes abrideras. En este decreto, se pone en valor el uso de las imágenes como medida pedagógica para que el fiel aprenda las bases de la religión, no utilizando aquellas que puedan conducir a este al error, la superstición, el lucro o el escándalo.
“Enseñen con esmero los Obispos que por medio de las historias de nuestra redención, expresadas en pinturas y otras copias, se instruye y confirma el pueblo recordándole los artículos de la fe, y recapacitándole continuamente en ellos: además que se saca mucho fruto de todas las sagradas imágenes, no sólo porque recuerdan al pueblo los beneficios y dones que Cristo les ha concedido, sino también porque se exponen a los ojos de los fieles los saludables ejemplos de los santos, y los milagros que Dios ha obrado por ellos, con el fin de que den gracias a Dios por ellos, y arreglen su vida y costumbres a los ejemplos de los mismos santos; así como para que se exciten a adorar, y amar a Dios, y practicar la piedad. Y si alguno enseñare, o sintiere lo contrario a estos decretos, sea excomulgado” 
Después de esto, el decreto deja en manos del religioso la capacidad de censurar o no una imagen determinada, acudiendo, si tiene alguna duda, al obispo y, si se repitiera la duda, al Papa de Roma.
Posteriormente, surgen una serie de tratados que trataban de concretar que imágenes debían de utilizarse y cuáles no. Jean Gerson, un autor del siglo XV, fue el primero que redacto un texto en contra la producción de las vírgenes abrideras trinitarias. Juan Gerson, doctor en teología y canciller de la Universidad de la Sorbona (París), se posicionó en contra de las indulgencias prometidas por la iglesia por los rezos realizados ante determinadas imágenes, sobre todo las correspondientes con la Virgen María. En el interior de su Opera Omnia, incluyó el Sermo devotissimus de Crhisti Nativitate, en el que trataba la veneración de las imágenes, poniendo como ejemplo la devoción que despertaba una abridera trinitaria que se encontraba en el convento de los Carmelitas de París.

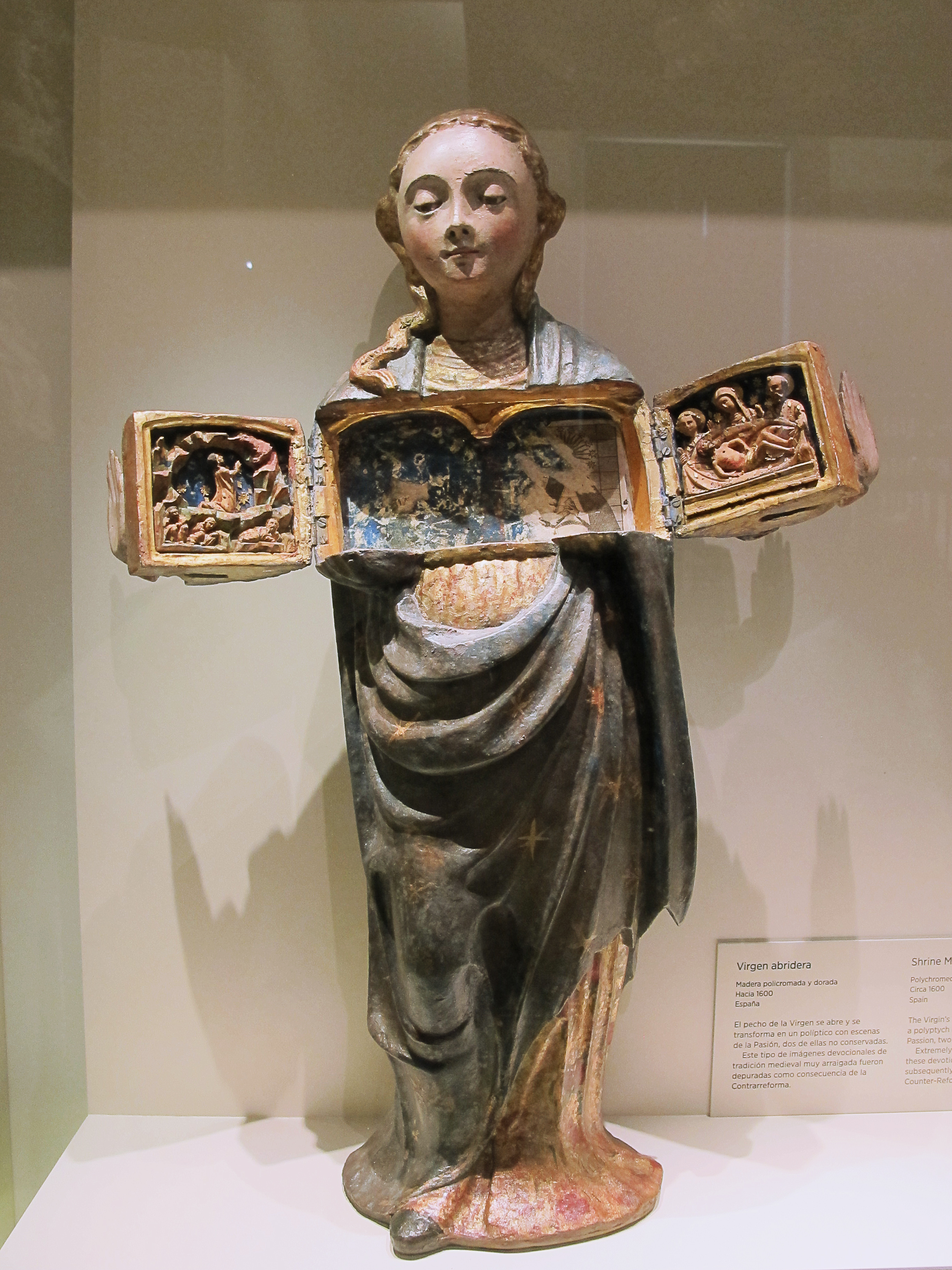
Virgen abridera del Museo Arqueológico de Madrid.

Seguramente, el tratado más influyente fue el escrito por Johannes Molanus, decano de la Facultad de Artes de la Universidad de Lovaina, titulado De picturis et imaginibus sacris y publicado en el año 1570. En este tratado, Molanus hacia frente a la producción de vírgenes abrideras trinitarias, ya que podían confundir al fiel. Muestra de ello es que no se han conservado ni existe constancia de ninguna virgen abridera trinitaria posterior al Concilio de Trento o al tratado de Molanus. Será también a partir de estos años cuando mucha de las abrideras trinitarias sufrieron distintos tipos de mutilaciones y transformaciones con el objetivo de ocultar su concepción original o, simplemente, cambiar su utilidad, siendo utilizadas como tabernáculos o relicarios.
La polémica hacia este tipo iconográfico se cerró definitivamente con la bula, Sanctissimi Domini nostri del Papa Benedicto XIV, redactada en el año 1745. En ella, se incluía a las vírgenes abrideras de la trinidad dentro del grupo de imágenes desaprobadas por el Vaticano, esgrimiendo argumentos muy parecidos a los que sostenían teólogos de siglos anteriores como Gerson y Molanus.
Sin embargo, las vírgenes abrideras de la pasión sí que consiguieron adaptarse a los tiempos de la Contrarreforma. Al contrario que en la Baja Edad Media, las obras que hemos conservado son mucho más escasas tanto en número como en riqueza compositiva. Esto se debe a que no tuvieron las mismas funciones que en la Edad Media; mientras que en tiempos medievales estas obras estaban ligadas a determinadas festividades y actos religiosos, en la Edad Moderna estuvieron más ligadas al ámbito privado, siendo, por tanto, obras de un tamaño más reducidos, aptas para la devoción individual. Su extensión en términos geográficos fue mucho menor, actuando la España Contrarreformista como centro productor y emisor de este tipo de obras, al contrario de lo que ocurría en la Baja Edad Media.
Será en el siglo XIX cuando estas obras, algo olvidadas en la última etapa de la Edad Moderna, recobren su interés. En medio de una sociedad marcada por los avances de la ciencia y del creciente ateísmo, grupos de arqueólogos y anticuarios, en su mayoría franceses, comienzan a prestar atención a piezas religiosas que simbolizan algunos de los aspectos más complicados del arte religioso cristiano. Es también en este siglo cuando comienzan a realizarse obras creadas ex novo para satisfacer la demanda de determinados anticuarios y coleccionistas. Dichas obras no tienen más función que el simple disfrute estético, ya que no han podido ser relacionadas con ningún tipo de meditación religiosa. Un ejemplo de este tipo de tallas son las Vírgenes de los museos de Lyon, Louvre y Rouen.